# 珊顿道
珊顿道是新加坡中區的主要道路，貫穿新加坡的金融中心地帶。珊顿道的起点在克罗士街（Cross Street）的交叉处，终点是吉宝路（Keppel Road），全长大约1000米，两旁座落許多商務摩天大楼。珊顿道是填海而成的，是一条单向车道。珊顿道是为了纪念海峡殖民地最后一任总督珊顿爵士而命名的，他在第二次世界大战，新加坡被日军占领时，决定继续留守在岛上，并成为战犯。珊顿道在1951年通车，在新加坡独立后的1970年代成为新加坡的“华尔街”。

## 坐落在珊頓道的主要建築物
- 八珊頓道
- 星展銀行大廈
- Marina House
- 新加坡金融管理局
- One Shenton (under construction)
- 新加坡交易所
- 珊顿大厦
- 新加坡大会堂
- UIC大廈
- 客属八邑福德祠（望海大伯公廟）